# Schagerwaard
Schagerwaard is een polder en buurtschap in de gemeente Schagen in de Nederlandse provincie Noord-Holland. De polder wordt ook met het lidwoord De geschreven, dus De Schagerwaard, de buurtschap dan weer zonder het lidwoord.
In principe wordt er met de buurtschap zo goed als alle bewoning in de polder bedoeld. Ook wordt een deel van de Slootgaartpolder bij de buurtschap gerekend, evenals een deel van de Speketerspolder, de Koetenburgpolder en polder de Woudmeer, waarin een nat natuurgebied ligt met een wandelroute. Zo omvat het ook de buurtschappen Bliekenbos en een aardig deel van Slootgaard en een deeltje van de Woudmeer. Maar van oorsprong werd er met de buurtschap Schagerwaard alleen de Middenweg bedoeld. Formeel valt de buurtschap onder Dirkshorn, de buurtschap Slootgaard valt onder Waarland. De polder was vóór de eerste poging tot inpoldering in 1621 een meer, het Withsmeer, een woord dat 'wijd' of 'breed meer' zou betekenen. Op 10 mei 1630 werd octrooi aangevraagd voor de bedijking van het meer, en ten slotte werd het ingepolderd.
Schagerwaard had tussen 6 november 1866 en 15 mei 1931 een stopplaats van de treinverbinding Amsterdam - Den Helder (Nieuwediep); een echt stationsgebouw is er echter nooit geweest. Wel was er een wachterswoning bij het perron, die in 1921 gesloopt werd na een brand. Daarna stond er twee jaar een houten noodgebouw waarna in 1923 de wachterswoning weer werd herbouwd. Enkele jaren nadat de stopplaats buiten gebruik was gesteld, werden de woning en het perron gesloopt.
Burgerbrug · Burgervlotbrug · Callantsoog · Dirkshorn · Eenigenburg · Groenveld · Groote Keeten · Krabbendam · Oudesluis · Petten · 't Rijpje · Schagen · Schagerbrug · Schoorldam (deels) · Sint Maarten · Sint Maartensbrug · Sint Maartensvlotbrug · Stroet · Tjallewal · Tolke (deels) · Tuitjenhorn · Valkkoog · Waarland · Warmenhuizen · 't Zand

Buurtschappen: Abbestede · Avendorp · Bliekenbos · 't Buurtje · De Banne · Burghorn · Cornelissenwerf · Dijkstaal · Grootven · Grotewal · Het Korfwater · De Hale · Hemkewerf · Huiskebuurt · Kalverdijk · Keinse · Keinsmerbrug · Kerkbuurt · Lagedijk · Leihoek · Mennonietenbuurt · Nes · Schagerwaard · Sint Maartenszee · Slootgaard · De Stolpen · Stolpervlotbrug · Vennik (deels) · 't Wad · De Weel (deels) · Woudmeer · Zijbelhuizen · Zijpersluis